# Марія (тайфун, 2018)
Тайфун Марія (англ. Typhoon Maria) — потужний тропічний циклон, що вирував над Східним Китаєм, островами Гуам, Тайвань та Рюкю. Сформувався як тропічна депресія 2 липня 2018 року біля Гуаму. Восьмий названий тропічний циклон у сезоні тихоокеанічних тайфунів 2018 року. Мав найнижчий атмосферний тиск у 915 мбар та максимальну швидкість постійного вітру (за 10 хвилин) до 195 км/год. Розсіявся 11 лютого над Східним Китаєм.
Від тайфуну загинуло дві особи. Циклон завдав збитків Китаю на суму понад CN￥3,28 мрлд.
Міжнародний ідентифікатор: 1808; JTWC: WP102018; локальне філіппінське ім'я (PAGASA): Гардо.

## Метеорологічна історія
Увечері 26 червня над Маршалловими островами утворилося тропічне обурення. Упродовж наступних п'яти днів циклон повільно розвивався та дрейфував над Тихим океаном. 2 липня JTWC, повідомив про формування тропічного циклону у 237 морських милях від Гуаму. Того ж дня система швидко розвинулась до тропічної депресії та отримала ідентифікатор 10W. 3 липня про це вже оповістив JMA. Сприятливі умови навколишнього середовища: помірний вертикальний градієнт вітру, температури поверхні океану між 30 і 31 °C. За інформацією JMA, 4 липня 12:00 UTC система посилилась до тропічного шторму. Пізніше це підтвердив і JTWC. 5 липня, після того як циклон ударив по Гуаму, JMA підвищив його до жорсткого тропічного шторму зі постійними вітрами в 93 км/год та мінімальний атмосферним тиском у 984 мбар (738,06 мм рт. ст.). Упродовж дня система посилилась інтенсифікацію у зв'язку зі сприятливими умовами. І вже в другій половині дня JTWC та JMA класифікували систему як тайфун. 6 липня циклон досяг свого піку з максимальними 1-хвилинними тривалими вітрами у 260 км/год. JTWC та CMA класифікували його як супертайфун. Починаючи з 8 липня циклон увійшов до зони з низькою температурою поверхні океану й почав слабшати. 11 липня вирував над Східним Китаєм, провінція Фуцзянь, як тропічний шторм зі постійними вітрами в 155 км/год і атмосферним тиском у 955 мбар (716,31 мм рт. ст.), а пізніше повністю розпався.

## Наслідки

### Гуам
4 липня тропічний шторм Марія пошкодив декілька літаків КС-135 на військово-повітряній авіабазі «Андерсен».

### Острови Рюкю
Метеорологічне управління Японії випустили декілька штормових попереджень. Влада запропонувала евакуюватися 55 000 особам.

### Східний Китай
Загальні економічні втрати в Східному Китаї оцінюється в CN￥3,28 млрд юанів (₴12,9 млрд).